# Lamellitettix impressus
Lamellitettix impressus är en insektsart som först beskrevs av Bolívar, I. 1887.  Lamellitettix impressus ingår i släktet Lamellitettix och familjen torngräshoppor. Inga underarter finns listade i Catalogue of Life.